# Ena Bertoldi
Pour les articles homonymes, voir Bertoldi.
Ena Bertoldi est une actrice et contorsionniste anglaise née en 1876 dans le Yorkshire et morte le 1er avril 1906 à Londres.

## Filmographie
Ena Bertoldi a tourné à deux reprises avec William K.L. Dickson, en 1894, pour l'élaboration du Kinétoscope : Bertoldi (Table Contortion) et Bertoldi (Mouth Support).